# Гіпокаліємія
Гіпокаліємія — патологічний стан внаслідок зниження концентрації калію в позаклітинній рідині, якому відповідає падіння вмісту калію в сироватці крові ([K+J]) до рівня нижче 3,5 ммоль/л (мекв/л). Є клінічним синдромом багатьох хвороб.
Гіпокаліємія — це найчастіше з порушень обміну водно-сольового обміну. Концентрацію калію в сироватці на рівні нижче 3,6 ммоль/л, виявляють у 20 % пацієнтів, що знаходяться в стаціонарі. В однієї чверті таких хворих концентрація калію в сироватці крові менша 3,0 ммоль/л, що загрожує критичними розладами сердечного ритму. У 10—40 % хворих, які знаходяться на амбулаторному лікуванні з використанням діуретиків тіазидового ряду, причиною гіпокаліємії служить дія цих сечогінних засобів. Гіпокаліємія при концентрації калію в сироватці крові в межах 3,5—3,0 ммоль/л підвищує ризик летального наслідку у пацієнтів з хворобами серця і судин. У зв'язку з цим можна вважати, що гіпокаліємія завжди служить показанням для терапії, спрямованої на відновлення нормального гомеостазу калію.

## Етіологія
Калій вільно мігрує через зовнішню клітинну мембрану під дією градієнтів своїх осмотичних концентрацій, а також служить для підтримки електронейтральності рідинних середовищ організму. Тому можливі дві головні причини гіпокаліємії:
1. Втрати калію в зовнішнє середовище як причина його патологічно низького вмісту в організмі (низьке поступлення екзогенного калію у внутрішнє середовище з їжею і напоями).
2. Переміщення калію у внутрішньоклітинне середовище з позаклітинного.
3. Втрати калію в зовнішнє середовище.
4. Міграція калію в клітини.

При гострих масивних втратах калію в зовнішнє середовище нирки не здатні затримувати калій в організмі. Річ у тому, що гіпокаліємія, як правило, поєднується з дефіцитом позаклітинної рідини того або іншого походження (часте блювання, втрати вмісту шлунку і кишки по назогастральному зонду, діарея та ін.). У відповідь на дефіцит позаклітинної рідини розвивається первинний альдостеронізм.
Імовірність гіпокаліємії вища у літніх пацієнтів. Річ у тому, що самотні люди похилого віку часто не в змозі придбати продукти з високим вмістом калію, а також не можуть споживати їх через втрати зубів. У престарілих людей нерідко виявляють нездатність до проковтування відносно твердих за консистенцією овочевих і інших продуктів з високим вмістом калію. Крім того, літні хворі нерідко вживають внутрішньо сечогінні засоби, що підвищують втрати калію в зовнішнє середовище разом із сечею.

## Патогенез
Загальний вміст калію в організмі і його перерозподіл між клітинами і позаклітинним середовищем регулюється низкою гормонів. При цьому високе відношення вмісту калію в клітині до його концентрації в позаклітинній рідині (у плазмі, сироватці крові) підтримується за допомогою дії двох систем гормональної регуляції. Інсулін і ендогенні катехоламіни посилюють входження калію в клітину, підвищуючи активність Na+/К±АТФази плазматичної мембрани. Гіперкаліємія підвищує секрецію інсуліну, а гіпокаліємія пригнічує секрецію цього гормону. Блокада бета-адренорецепторів (побічна дія бета-адреноблокаторів) підвищує концентрацію калію в позаклітинній рідині і сироватці крові. Ефект бета-адреноміметиків знижує вміст калію в позаклітинній рідині і сироватці. Цей ефект лікарських засобів не залежить від загального змісту калію в організмі. Синтез Na+/K+-АТФази плазматичної мембрани посилюється дією тиреоїдних гормонів, що пояснює виникнення гіпокалієміє внаслідок гіпертиреозу. Введення у внутрішнє середовище екзогенного бікарбонату натрію викликає помірне переміщення калію в клітину. Річ у тому, що екзогенні бікарбонатні аніони швидко витрачаються на нейтралізацію протонів системою головного позаклітинного буфера. В результаті в позаклітинному середовищі вивільняються катіони натрію, які витісняють калієві катіони з позаклітинного середовища в клітину.
Досі залишається неясним, чи впливає альдостерон на перерозподіл калію між клітиною і позаклітинним середовищем. Дія цього мінералокортикоїду підвищує екскрецію калію разом із сечею, що може понизити вміст калію в усьому організмі.
Катіон калію вільно мігрує з клітинного середовища в позаклітинне і назад. При цьому калій мігрує відповідно до градієнтів своїх осмотичних концентрацій, а також для підтримки електронейтральності рідких середовищ організму. Гіпокаліємія може бути наслідком або загального зниження вмісту катіона в організмі, або міграції калію з позаклітинного середовища в клітини.